# Bielorrusia en los Juegos Olímpicos de Salt Lake City 2002
Bielorrusia estuvo representada en los Juegos Olímpicos de Salt Lake City 2002 por un total de 64 deportistas que compitieron en 9 deportes.  
El portador de la bandera en la ceremonia de apertura fue el biatleta Oleg Ryzhenkov.

## Medallistas
El equipo olímpico bielorruso obtuvo las siguientes medallas:
| Nombre         | Deporte          | Competición   |
| -------------- | ---------------- | ------------- |
| Oro            |                  |               |
| —              |                  |               |
| Plata          |                  |               |
| —              |                  |               |
| Bronce         |                  |               |
| Alexei Grishin | Esquí acrobático | Salto aéreo M |